# Jackson Heywood
Jackson Heywood es un actor australiano conocido por haber interpretado a Brody Morgan en la serie Home and Away. 

## Biografía
Su hermana mayor es la actriz Millie Rose Heywood.
A finales de 2013 comenzó a salir con la actriz estadounidense Zelda Williams (la hija del famoso actor Robin Williams), sin embargo después de tres años la relación terminó.

## Carrera
En 2014 apareció como invitado en un episodio de la serie Teen Wolf donde dio vida al soldado Merrick Rhys, quien ayuda al doctor Liston (Doug Cox) a vender drogas.
El 7 de junio de 2016 se unió al elenco principal de la popular serie australiana Home and Away donde interpretó a Brody Morgan, el hermano de Tori Morgan (Penny McNamee), Justin Morgan (James Stewart) y Mason Morgan (Orpheus Pledger), hasta el 10 de junio de 2019, después de que su personaje decidiera irse de Summer Bay y mudarse a Yarra Valley con Simone Bedford después de que se descubriera que mantenía una aventura con ella.
Anteriormente Jackson había aparecido por primera vez en la serie el 4 de mayo de 2009 donde dio vida a Lachie Cladwell de forma recurrente hasta el 7 de septiembre del mismo año, después de que su exnovia Claudia Hammond (Alexandra Park) le dijera que no quería que él fuera parte de la vida del bebé que estaban esperando y decidiera irse de Summer Bay.

## Filmografía

### Series de televisión
| Año         | Título        | Personaje       | Notas                           |
| ----------- | ------------- | --------------- | ------------------------------- |
| 2016 - 2019 | Home and Away | Brody Morgan    | 298 episodios                   |
| 2014        | Teen Wolf     | Merrick Rhys    | episodio "The Fox and the Wolf" |
| 2011        | East West 101 | Abe Wiley       | episodio "Heart of Darkness"    |
| 2010        | Dance Academy | Revhead         | episodio "Minefield"            |
| 2009        | Home and Away | Lachie Cladwell | 8 episodios                     |

### Películas
| Año  | Título                        | Personaje  | Notas |
| ---- | ----------------------------- | ---------- | --- |
| 2015 | The Weight of Blood and Bones | Buck Duane | corto - junto a Jeff Daniel Phillips, Jason Patric, Danny Trejo, Kari Nissena, Rose McGowan y Mark Boone Junior |
| 2010 | Vulnerable                    | Ben        | junto a Emma Leonard, Radek Jonak, Kym Thorne, Mark McCann, Amanda Bishop, Rosie Schmidt y T.J. Power           |